# Jennifer Taylor (siatkarka)
Jennifer Taylor (ur. 16 marca 1980 w Wielkiej Brytanii) – brytyjska siatkarka grająca jako rozgrywająca. Obecnie występuje w drużynie TFM/DOK Dwingeloo.